# Louis Weinstein
Louis Weinstein (26 de febrero de 1908 - 16 de marzo de 2000) fue un médico, microbiólogo y educador estadounidense. Fue un pionero en el campo moderno del tratamiento de enfermedades infecciosas y comenzó su carrera antes de que los antibióticos y las vacunas estuvieran ampliamente disponibles. A lo largo de su trayectoria profesional, enseñó en las tres escuelas de medicina de Boston: la Escuela de Medicina de la Universidad de Boston, la Escuela de Medicina de la Universidad Tufts y la Escuela de Medicina Harvard, lo que lo convierte en uno de los pocos médicos en hacerlo. Durante su vida, escribió o coescribió más de 400 artículos publicados en revistas profesionales.

## Biografía
Weinstein nació en 1908 en Bridgeport, Connecticut. Recibió una maestría y un doctorado en microbiología en la Universidad Yale y financió sus estudios trabajando como violinista de jazz. Se graduó de la Escuela de Medicina de la Universidad de Boston en 1943 y fue nombrado jefe de enfermedades infecciosas de la universidad en 1947. Trabajó durante doce años en el Haynes Memorial Hospital de Boston, donde trató a miles de pacientes con diversas enfermedades infecciosas. En 1957, se transfirió al Centro Médico de la Universidad Tufts como jefe de enfermedades infecciosas para medicina de adultos y pediatría, y permaneció allí hasta que se mudó al Hospital Brigham and Women's en 1975. Al mismo tiempo, desempeñó el cargo de profesor invitado en la especialidad de enfermedades infecciosas en la Escuela de Medicina Harvard de 1975 a 1993.
Weinstein, quien comenzó a trabajar en la era anterior a los antibióticos, alentó a los médicos a recetar antibióticos como la penicilina y ayudó a desarrollar pautas para la terapia con antibióticos. A finales de la década de 1940, se convirtió en uno de los primeros médicos en advertir también contra el uso excesivo de antibióticos y los peligros de la resistencia a antibióticos. El médico de enfermedades infecciosas de Boston, Morton N. Swartz, describió a Weinstein como «un puente entre las eras antes y después de la introducción de los antibióticos». Desempeñó un papel importante en las epidemias de poliomielitis de Nueva Inglaterra de 1949 y 1955; cuando los obstetras se negaron a ver a mujeres embarazadas infectadas con poliomielitis porque temían la transmisión viral, Weinstein asistió a las madres en el nacimiento de los bebés. Viajó por Nueva Inglaterra para hacer visitas a domicilio y, en una ocasión, lo llamaron a París para tratar a Aristóteles Onassis por neumonía. Presidió un comité asesor de los Centros para el Control y Prevención de Enfermedades sobre el brote de la enfermedad del legionario en Filadelfia en 1976.